# Aleksandar Kitinov
Alekasndar Kitinov (n. 13 de enero de 1971 en Skopie, Macedonia del Norte) es un exjugador de tenis macedonio que jugó profesionalmente entre 1992 y 2003. En su carrera conquistó 3 títulos de dobles en 7 finales y en dicha modalidad alcanzó el puesto Nº37 del mundo. Su estilo de juego era predominantemente de saque y volea.

## Títulos (3;0+3)

### Dobles (3)
| Leyenda                |
| Grand Slam (0)         |
| Tennis Masters Cup (0) |
| ATP Masters Series (0) |
| ATP Tour (1)           |

| N.º | Fecha | Torneo      | Superficie    | Pareja          | Oponentes en la final            | Resultado           |
| --- | ----- | ----------- | ------------- | --------------- | -------------------------------- | ------------------- |
| 1.  | 1997  | Bournemouth | Tierra batida | Kent Kinnear    | Alberto Martín Chris Wilkinson   | 7-6, 6-2            |
| 2.  | 1999  | Basilea     | Moqueta       | Brent Haygarth  | Jiří Novák David Rikl            | 0-6, 6-4, 7-5       |
| 3.  | 2001  | Bucarest    | Tierra batida | Johan Landsberg | Pablo Albano Marc-Kevin Goellner | 6-4, 6-7(5), [10-6] |